# Neidhausen

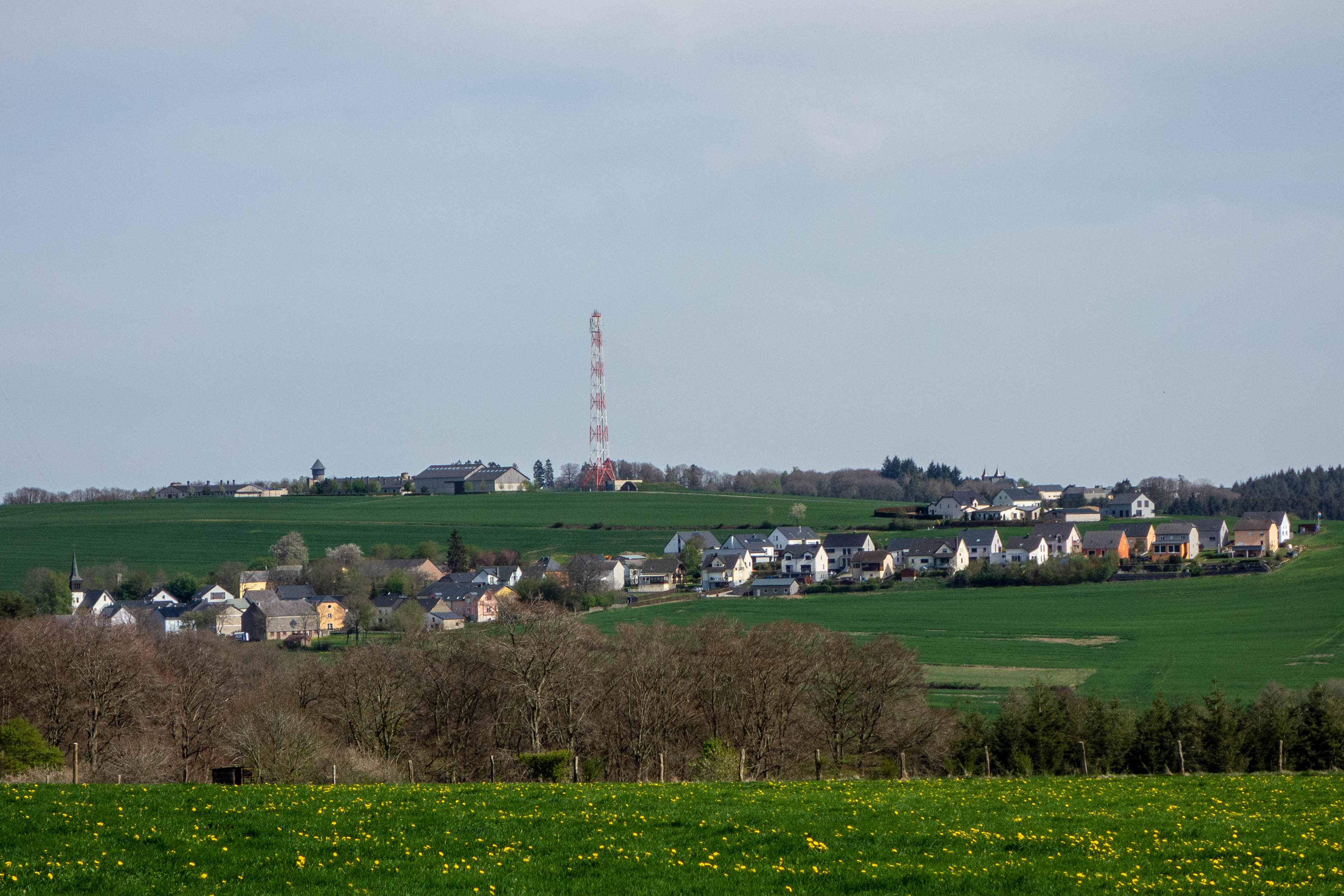
Neidhausen (2019)

Neidhausen (Luxemburgs: Näidsen) is een plaats in de gemeente Parc Hosingen en het kanton Clervaux in Luxemburg.
Neidhausen telt 60 inwoners (2006).